# 고추 (종)
고추(학명: Capsicum annuum 캅시쿰 안누움[*])는 가지과의 여러해살이 식물로, 고추속 식물 가운데 가장 흔히 재배하는 종이다. 온대지방에서는 겨울에 죽기 때문에 한해살이 식물로 알고 있는 경우가 많다.

## 분포
아메리카에 분포한다. 북아메리카(멕시코, 미국), 카리브해(과들루프, 그레나다, 네덜란드령 안틸레스, 도미니카 공화국, 도미니카 연방, 마르티니크, 몬트세랫, 바베이도스, 세인트루시아, 세인트빈센트 그레나딘, 세인트키츠 네비스, 아이티, 앵귈라, 자메이카, 케이맨 제도, 푸에르토리코), 중앙아메리카(과테말라, 니카라과, 벨리즈, 온두라스, 코스타리카, 파나마), 남아메리카(콜롬비아)가 원산지이다.

## 종내 분류군
- Capsicum annuum var. glabriusculum (Dunal) Heiser & Pickersgill

## 생태
키는 60~90 cm. 가지가 많이 갈라지고 잎은 길둥글고 끝이 뾰족하다. 여름에 다섯 갈래로 옅게 찢어진 흰 통꽃이 핀다. 열매는 장과로서 길둥근 모양이고, 처음에는 짙은 녹색이나 익어 가면서 점점 붉어지며 껍질과 씨는 매우 매운맛을 내는 것이 특징이다.

## 재배
열대 아메리카, 멕시코 유카탄 반도에서 집중적으로 작물화되어 재배되었다.
한국에서는 녹광고추, 청양고추, 꽈리고추, 할라페뇨고추가 주로 재배된다.
한반도의 대부분의 지역에서 재배되고 있다. 지역의 기후적 특징과 토양의 비옥도를 고려하여 식재 간격을 조절한다.
고추는 일반적인 경우 약 40센티미터 간격으로 심으면 좋다.
온도가 낮은 지역은 수확기간이 짧으므로 밀식하여 일정한 수확을 노리는 것이 좋다. 즉 많은 수의 모종을 약 20센티미터 간격으로 심어 두세번 수확하고 마치는 것이다.
지주대의 높이는 심는 방법에 따라 다르지만 설치 간격은 1.2 미터 정도가 적당하다.

## 재배종
매운 고추와 맵지 않은 단고추가 재배되며, 다음과 같은 재배종이 있다.
- 고추
  - 꽈리고추
  - 녹광고추
  - 뇨라
  - 당조고추
  - 미라솔고추 (과히요고추)
  - 새눈고추
  - 세라노고추
  - 아르볼고추
  - 에스플레트고추
  - 오이고추
  - 청양고추
  - 체리고추
  - 치파고추
  - 칠라카고추 (파시야고추)
  - 카옌고추
  - 포블라노고추 (안초고추)
  - 프레즈노고추
  - 프리지텔로
  - 하늘고추
  - 하바고추
  - 할라페뇨고추 (치포틀레고추)
  - 헝가리왁스고추
- 단고추
  - 바나나고추
  - 파프리카
  - 피망

## 쓰임
열매는 식용하거나 조미료 등으로 쓰이고, 고춧잎은 무쳐서 깻잎처럼 먹는다.

## 같이 보기
- 나무고추(C. frutescens)
- 베리고추(C. baccatum )
- 중국고추(C. chinense)
- 털고추(C. pubescens)
- 페페론치노